# Enrique Hernández Miyares
Enrique Hernández y Miyares (Santiago de Cuba, 1859-La Habana, 1914) fue un  escritor y periodista cubano.

## Biografía
Nació el 20 de octubre de 1859 en Santiago de Cuba. Residente en La Habana, fue redactor de El País, director de La Habana Elegante y fundador de La Habana Literaria (1891). También colaboró en el semanario madrileño El Mundo de los Niños. Falleció el 2 de agosto de 1914 en La Habana.